# Ineke Tigelaar

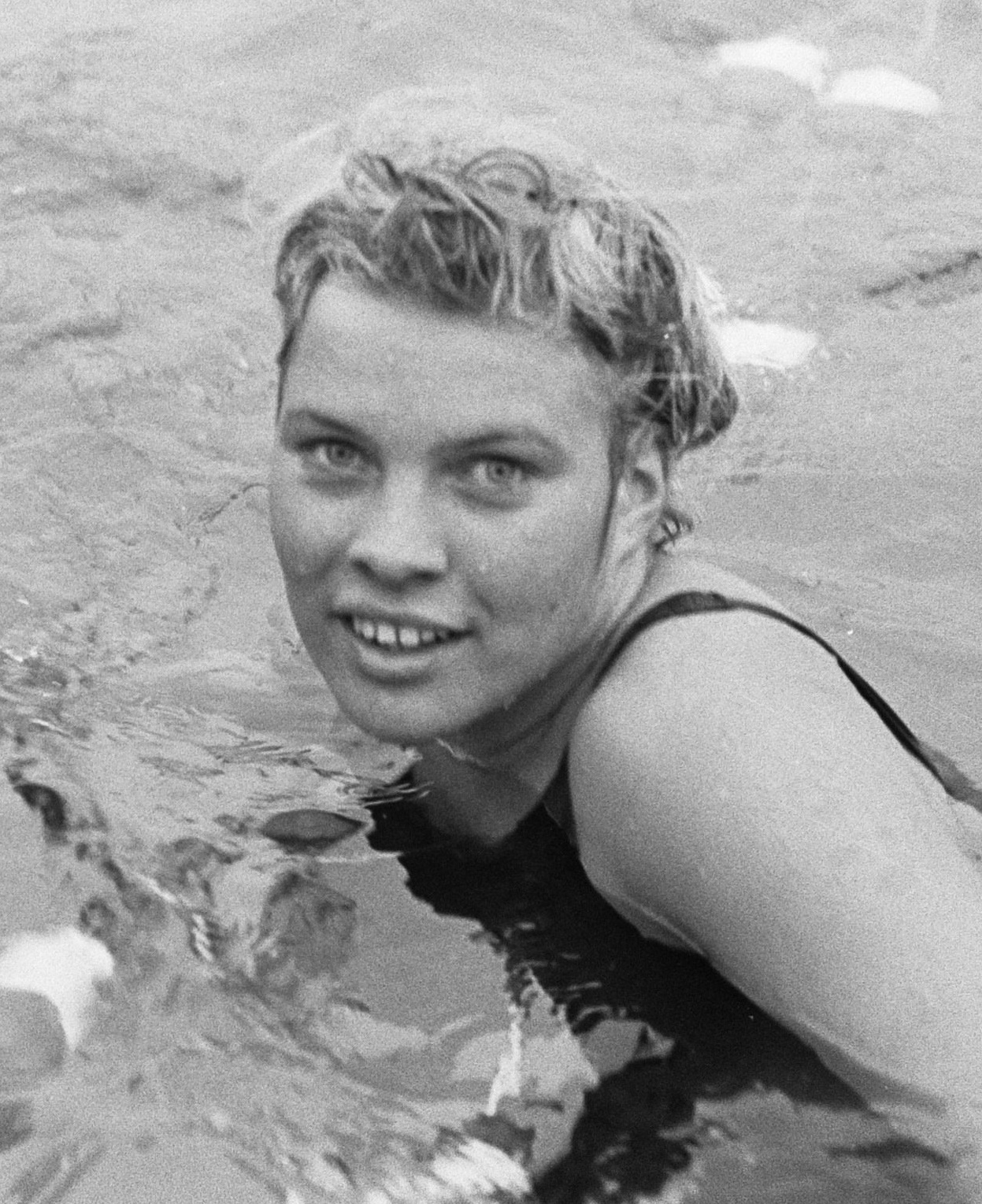
Ineke Tigelaar in 1963

Willemina Hendrika (Ineke) Tigelaar (Hilversum, 9 oktober 1945) is een voormalig  topzwemster op de vrije slag, die namens Nederland eenmaal deelnam aan de Olympische Spelen: Tokio 1964.
Tigelaar, lid van zwemvereniging HZ De Robben stelde enigszins teleur bij haar enige olympische optreden. Op de 400 meter vrije slag eindigde ze 'slechts' als zestiende in 5.01,8. Met die tijd werd de zevenvoudig Nederlands kampioene uitgeschakeld in de series.
Twee jaar eerder daarentegen, bij de Europese kampioenschappen langebaan (50 meter) in Leipzig, won Tigelaar vier medailles: eenmaal goud (4x100 meter vrije slag in 4.15,1), tweemaal zilver (400 meter vrije slag in 4.57,3 en 4x100 meter wisselslag in 4.42,9 ) en eenmaal brons (100 meter vrije slag in 1.03,3). In 1962 en 1964 maakte Tigelaar bovendien deel uit van de Nederlandse estafetteploegen, die Europese records vestigden op de 4x100 vrij.

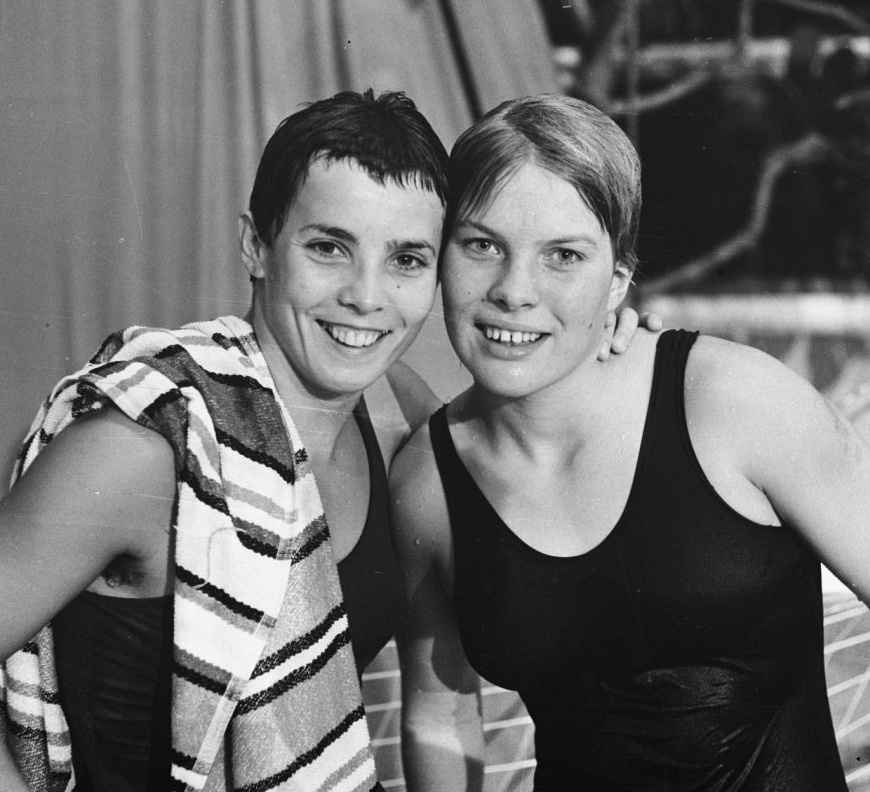
Ineke Tigelaar met Ursel Brunner in 1963
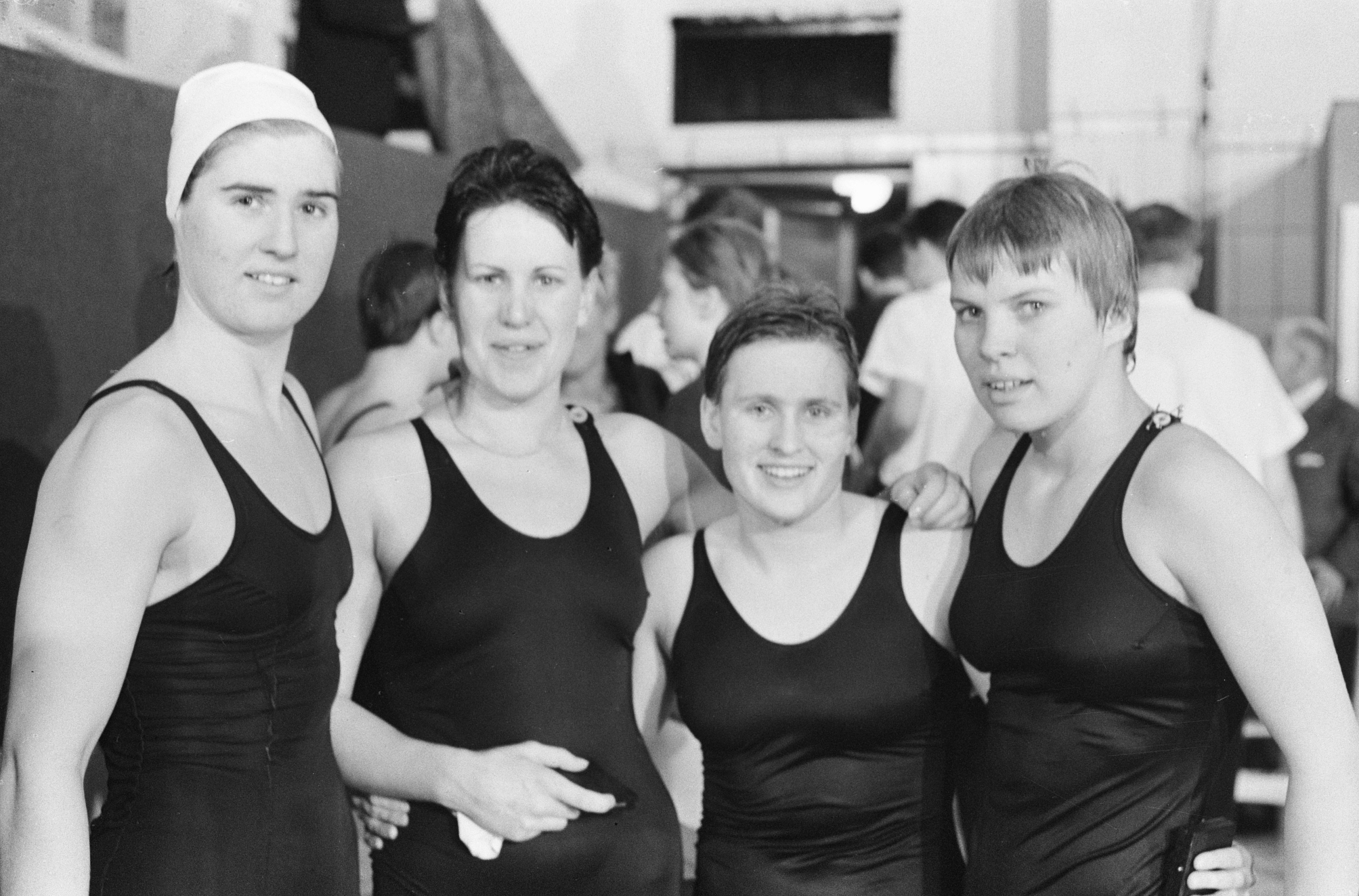
Met Rita Kroon, Judith de Nijs en Marianne Heemskerk in 1963
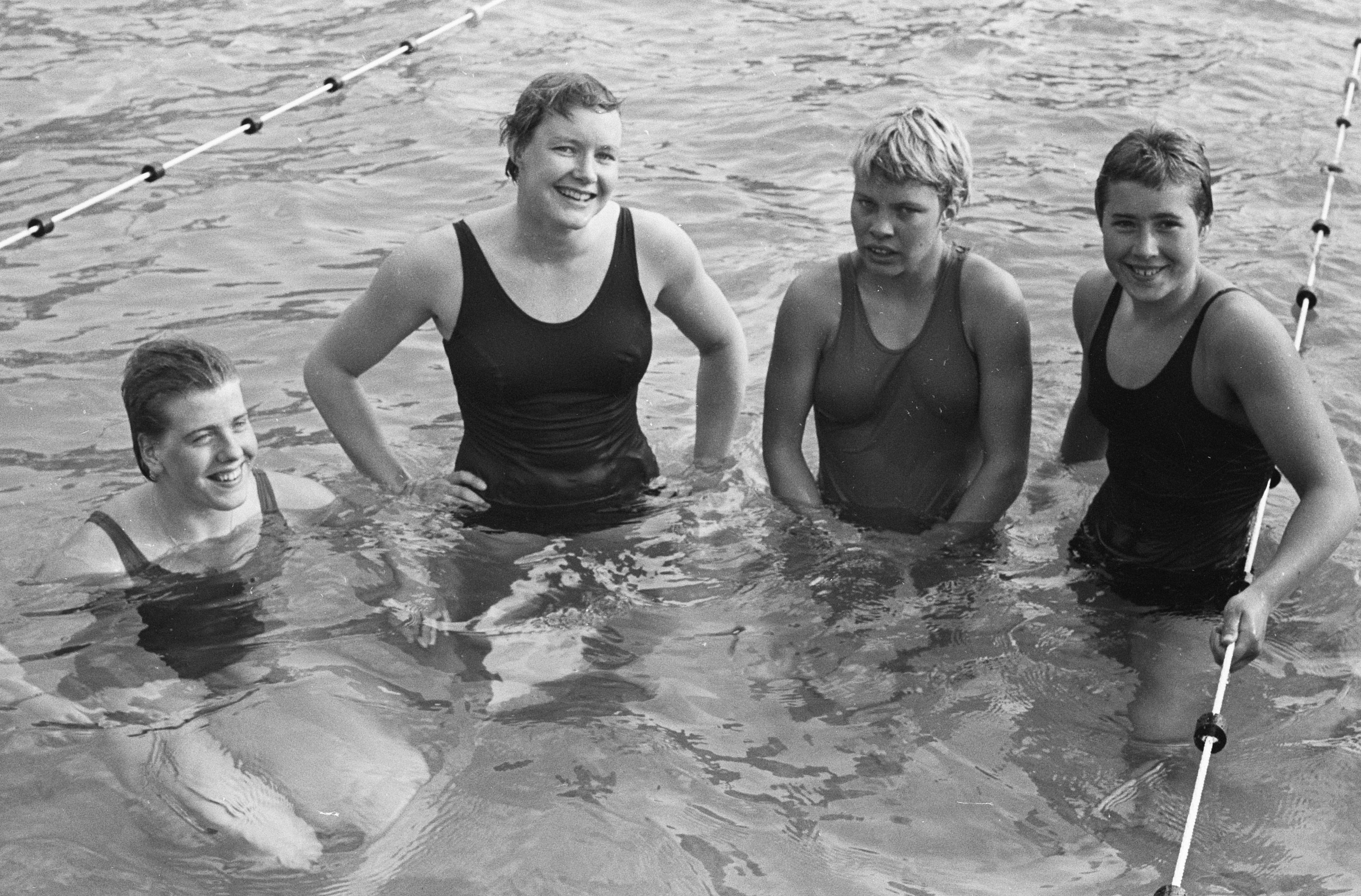
Met Pauline van der Wildt, Cocky Gastelaars en Adrie Lasterie in 1962
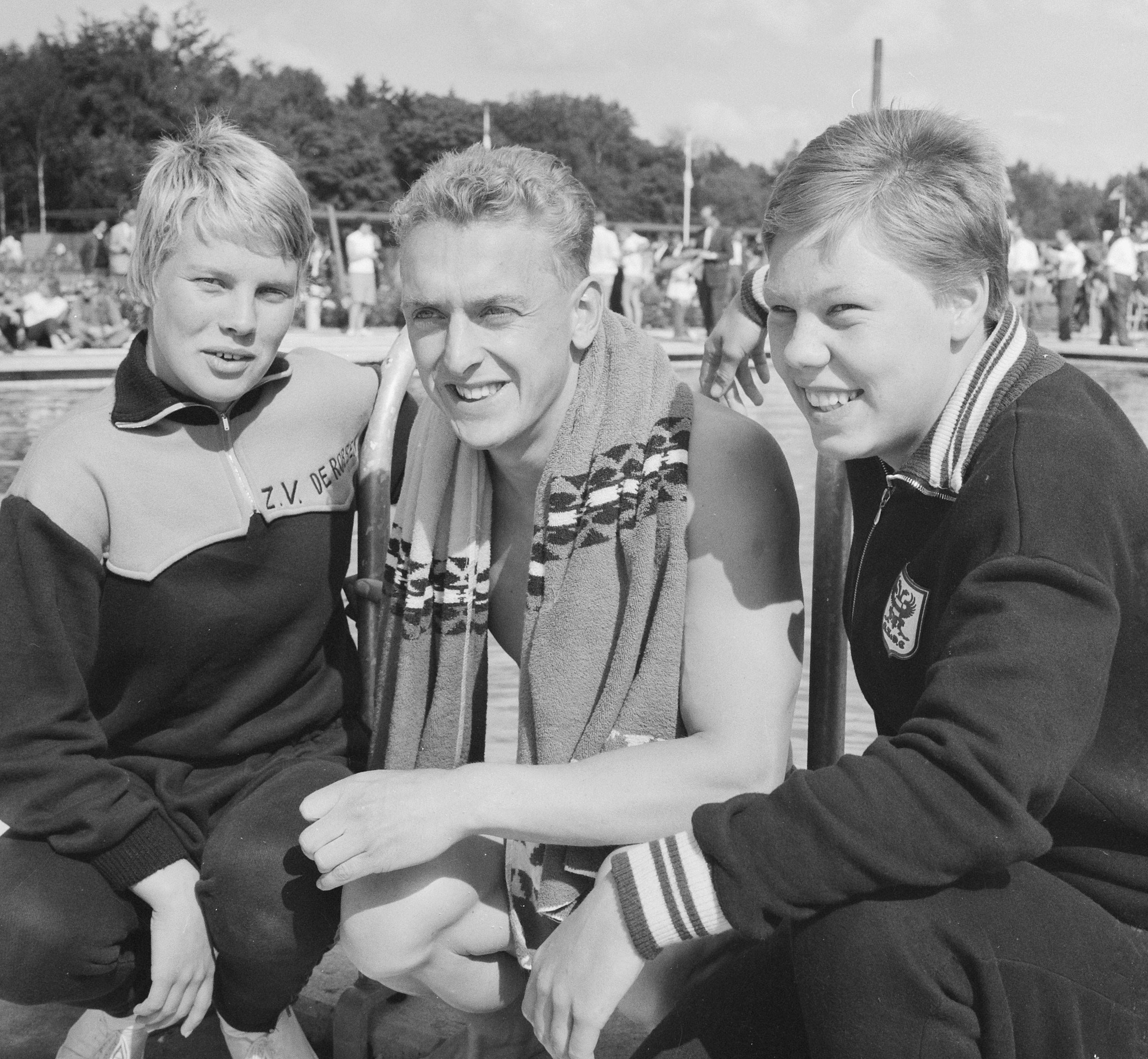
Met Wieger Mensonides en Klenie Bimolt in 1962
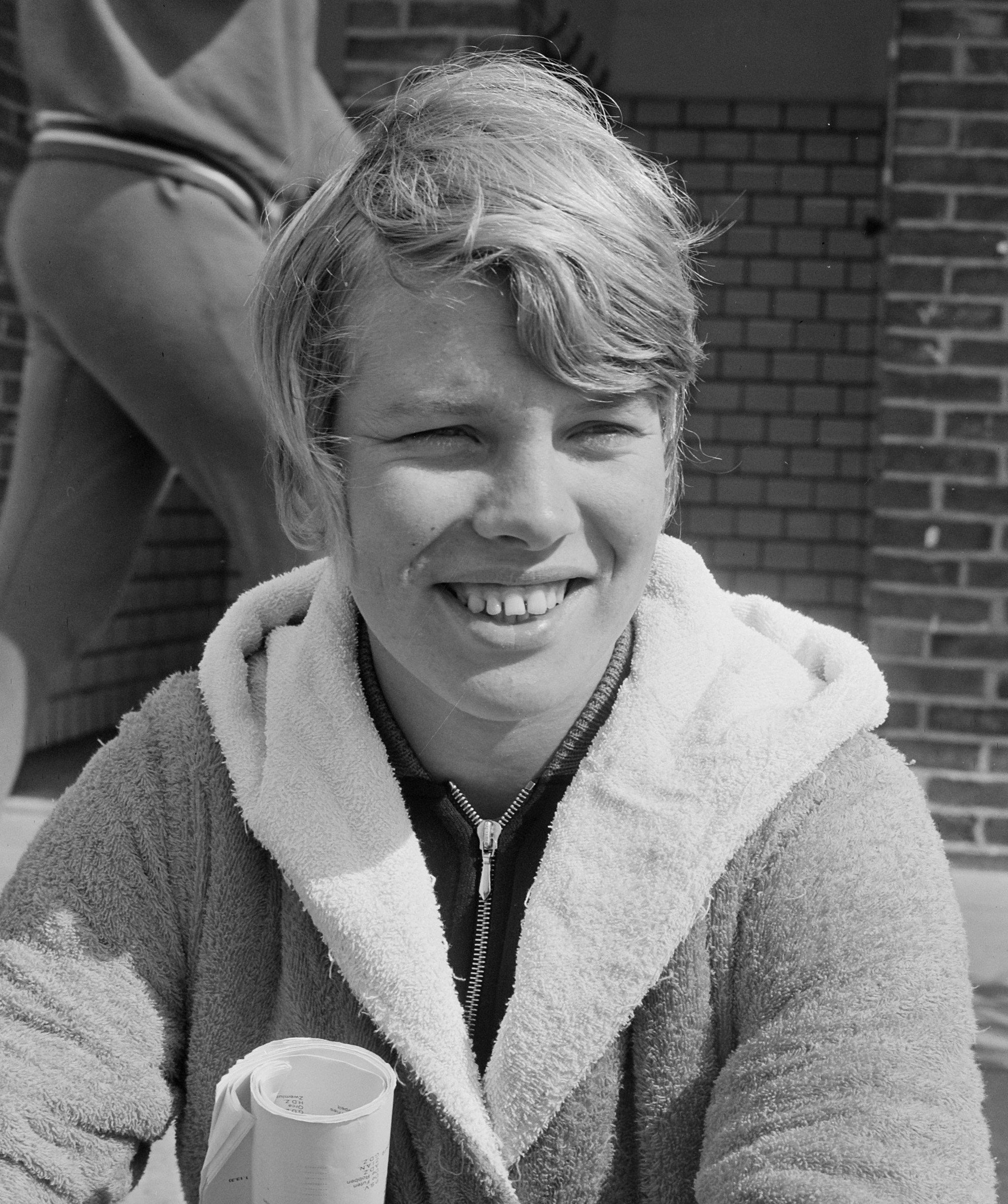
Ineke Tigelaar in 1964